# Ernie Clark
Ernie Clark (Arcadia, Florida; 11 de agosto de 1937-10 de marzo de 2024) fue un jugador de fútbol americano estadounidense que jugó seis temporadas con dos equipos en la NFL en la posición de linebacker.

## Carrera
Fue seleccionado en la ronda 13 (posición 180 global) del Draft de 1963 por los Detroit Lions proveniente de Michigan State Spartans. Con los Lions jugó cinco temporadas para luego pasar a los St. Louis Cardinals, equipo con el que jugó la temporada de 1968 y se retiró.
Jugó 82 partidos en su carrera, de los cuales 51 fue como titular, logró cuatro intercepciones y recuperó siete balones sueltos.